# Chang-Sat Bangkok Open 2010
Il Chang-Sat Bangkok Open 2010 è un torneo professionistico di tennis maschile giocato sul cemento, che faceva parte dell'ATP Challenger Tour 2010. Si è giocato a Bangkok in Thailandia dal 13 al 19 settembre 2010.

## Partecipanti

### Teste di serie
| Nazionalità | Giocatore          | Ranking* | Testa di serie |
| ----------- | ------------------ | -------- | -------------- |
| Stati Uniti | Michael Russell    | 80       | 1              |
| Giappone    | Gō Soeda           | 111      | 2              |
| Germania    | Denis Gremelmayr   | 135      | 3              |
| Russia      | Konstantin Kravčuk | 136      | 4              |
| Australia   | Matthew Ebden      | 162      | 5              |
| Francia     | Laurent Recouderc  | 180      | 6              |
| Bulgaria    | Grigor Dimitrov    | 184      | 7              |
| Giappone    | Tatsuma Itō        | 192      | 8              |

- Ranking al 30 agosto 2010.

### Altri partecipanti
Giocatori che hanno ricevuto una wild card:
- Yuki Bhambri
- Peerakiat Siriluethaiwattana
- Dmitrij Tursunov
- Danai Udomchoke

Giocatori passati dalle qualificazioni:
- Sebastian Rieschick
- Jun Woong-sun
- Bernard Tomić
- Gong Maoxin

## Campioni

### Singolare
Grigor Dimitrov ha battuto in finale  Konstantin Kravčuk con il punteggio di 6–1, 6–4

### Doppio
Gong Maoxin /  Li Zhe hanno battuto in finale  Yuki Bhambri /  Ryler DeHeart con il punteggio di 6–3, 6–4